# Насьон (станция RER)
Насьон — станция линии RER А. Открыта 14 декабря 1969 года. Представляет собой сводчатую станцию с 2 боковыми платформами. Между платформами проложены 2 пути. Количество прибывающих поездов составляет: 18 составов в час по будням в обычные часы, 25-30 поездов в часы пик, 12 поездов в выходные дни и 8 поездов поздно ночью.
Является узловой станцией, так как через неё проходят почти все маршруты RER A.

## Общественный транспорт
- Метро: прямая пересадка на одноимённую станцию.
- Автобус: 26, 56, 57, 86, 351, N11, N33